# 關原車站
關原車站（日语：〔〕／ Sekigahara eki */?）是一由東海旅客鐵道（JR東海）所經營的鐵路車站，位於日本岐阜縣不破郡關原町（関ケ原町），是東海道本線沿線的車站之一，也是所在地關原町的主向次車站，設有綠窗口。

## 車站結構
島式月台2面4線的地面車站。站舍位於構內南側，與2個月台以跨線天橋聯絡。

### 月台配置
| 月台 | 路線       | 方向               | 目的地                     | 備註                       |
| ---- | ---------- | ------------------ | -------------------------- | -------------------------- |
| 1    | 東海道本線 | 下行（途經垂井線） | 米原、京都方向             |                            |
| 2    | 東海道本線 | 上行（途經垂井線） | 大垣、名古屋方向           | 此站始發專用               |
| 3    | 東海道本線 | 下行（途經本線）   | （只限特急、貨物列車通過） | （只限特急、貨物列車通過） |
| 4    | 東海道本線 | 上行（途經本線）   | 大垣、名古屋方向           |                            |

下行停車列車全部途經垂井線。

### 配線圖
| ← 大垣、 名古屋方向 | 南荒尾信號場 - 關原站 構內配線略圖 | → 米原方向 |
|                     | ↓ 美濃赤坂站                       |            |
| 图例 参考文献：     |                                    |            |

## 使用情況
根據「岐阜縣統計書」，近年1日平均上車人次如下表。
| 年度   | 1日平均 上車人次 |
| ------ | ---------------- |
| 2000年 | 1,133            |
| 2001年 | 1,062            |
| 2002年 | 1,033            |
| 2003年 | 1,049            |
| 2004年 | 1,033            |
| 2005年 | 1,029            |
| 2006年 |                  |
| 2007年 | 1,027            |
| 2008年 | 1,051            |
| 2009年 | 1,032            |
| 2010年 | 1,071            |
| 2011年 | 1,095            |
| 2012年 | 1,066            |
| 2013年 | 1,036            |
| 2014年 | 990              |
| 2015年 | 1,002            |
| 2016年 | 1,007            |
| 2017年 | 993              |
| 2018年 | 988              |

周辺の高齢化で利用客はあまり多くないが、観光での利用が若干増えている。

## 相鄰車站
東海旅客鐵道
 東海道本線（上行本線、垂井線）
■特別快速、■新快速、■快速、■區間快速、■普通（只限上行區間快速於此站的始發列車）
垂井（CA78）－關原（CA79）－柏原（CA80）
東海道本線（下行本線）
（只限優等列車、貨物列車）
大垣（CA77） → （南荒尾信號場） → 關原（CA79）－柏原（CA80）
※至1986年（昭和61年）為止下行本線的南荒尾信號場與此站之間設有新垂井。

### 曾經存在的路線
遞信省鐵道局（官設鐵道）
東海道線（舊線） 
（垂井）－關原－（貨）深谷－長岡（現、近江長岡站）

### 來源
1. 1 2  駅構内の案内表記。これらはJR東海公式サイトの各駅の時刻表 （页面存档备份，存于）で参照可能（駅掲示用時刻表のPDFが使われているため。2015年1月現在）。
2. ↑  川島令三、『東海道ライン 全線・全駅・全配線 第5巻 名古屋駅 - 米原エリア』、pp.20-21, 講談社、2009年7月、ISBN 978-4062700153）

## 外部連結
- 關原 - 東海旅客鐵道